# Gazeta Rybnicka
Gazeta Rybnicka – miesięcznik kulturalno-społeczny wydawany od 1990 w Rybniku przez Miejską i Powiatową Bibliotekę Publiczną.